# Нітіренизм
Нітіренизм (яп.英) релігійний світогляд що належить до ідеї верховенства «Сутри Лотоса», це вчення японського монаха Нітірена в японському буддизмі, яка була розроблена в модерністському стилі в період правління японського імператора Мейдзі, воно вважається систематизованим буддійським вченням. Цей релігійний світогляд сповідував японський ультранаціоналістичний пропагандист Танака Чігаку, який був засновником «Кокусю-кай», і «Нічіро Хонда», та колишнім головою секти «Кенмото Лотос».

## Огляд
Термін «Нічіренізм» був спочатку введений японським ченцем Танака Чігаку, та вперше було використано у 1901 році у японському журналі «Мьосю» й «Кокучукай», в якому Танака Чігаку дав йому таке визначення: «З погляду релігійної спільноти, це можна назвати «сектою Нітірен», а сутра, що випливає з неї, також можна називати «сектою Хокке», але вона використовується в ширшому сенсі, ніж з чисто релігійного погляду, навіть з погляду ідеології чи способу життя. Він узагальнив це і назвав це терміном «нічіренізмом».
Таким чином «Нічіренізм» є зовнішнім рухом, який намагається поширити ідеї буддизму секти «Нітірен» на широкий спектр соціальних сфер, таких як політика, економіка, культура та мистецтво, а не просто обмежити їх вплив питаннями віри (світоглядної доктрини). Танака Чігаку вважав, що традиційного Будиська  «храмова система» та структура, яка зосереджена саме на монахах, не можуть підтримувати такий тип соціальності, і з погляду звичайного мирянина, саме тому він створив основу, яка стане основою всього життя та віри, як «нічіренізм».

## Розгортання
У корені віри (доктрини) секти «Нічіренізму» лежить глибоко вкорінене почуття опозиції до офіційної реалістичної лінії, зосередженої на верховенстві «Ніккі Юданайна», який представляє вчення ранньомодерної школи «єдності секти Нічірена», а засновник секти, монах Нічірен, мав багато сміливих ідей серед яких була «ідея сякубуку», яка прагнула повернутися до активного поширення «Сутри Лотоса». З цієї причини «Нічіренізм» активно впливав на реальну політику, і в міру модернізації Японської імперії в якій японський імператор був у центрі всього, цей світогляд став глибоко залучено у японський націоналізм та ідею японського національного ладу. Секта «Нічіренізму» яка була в занепаді через вплив «Haibutsu-kishaku», поглибила свою прихильність сильній політиці «Нічіренізму» відповідно до тогочасних патріотичних часів, що стали результатом перемог Японської імперії в японсько-цінській війні та російсько-японській війні.
Як згадувалося раніше секта «Нітіренізм» була оригінальною концепцією, розробленою та запровадженою Танака Чігаку з організації «Кокусюкаї», але він також базувався на світогляді пана Хонда Хінасе з «секти Кенхон Хокке», який також був активним у реформаторському русі буддизму секти «Нітірен», і, крім того, зосереджувався на позиціях старого «Мінобуямі. Храм Куондзі» також став широко використовуватися в традиційних тогочасних релігійних групах. Таким чином, концепція секти «Нічіренізму» викликала величезний бум у буддистській спільноті «Нітірен» перед війною, але вона була настільки широко поширена, що її широко поширили Танака Чігаку, засновник «Кокусюкай», і його учень, буддистський учений Ямакава Чіо (пізніше Хонка Мьо (засновник Федерації сект) та інші намагалися відрізнити свою ідеологію від іншого «Нічіренізму», назвавши його «чистим Нічіренізмом».

## Історія
Як було згадано раніше, перед початком великої війни термін «нічіренізм» став використовуватися надмірно, і його ідеологія стала дуже різноманітною. Існувало чимало ідеологічних розбіжностей між японськими ідеологами Сатоші Танакою та Хінасе Хондою, які були в центрі ідеології «Нітіренізму», і Йосіро Сено, який був їхнім послідовником, не втомився від ідей обох і розробив власний новий «соціалістичний підхід», унікальний для Йосіро Сено організував також «Альянс буддійської молоді», заснований на ідеології «Нічіренізмі». Крім того, Рьозан Шімідзу, чернець секти «Нітірен», радикально дослідив погляд мудрості на національну конституцію та виступив на захист «теорії імператора Хонбуцу». Як згадувалося вище, «Ніхіренізм» має три основні характеристики.
1. Основним об'єктом віри цієї секти є «Будда Шак'ямуні, Великий благодійник вічної реальності» в «Мьохо-Ренге-Кьо Татхагата Джурьошин», а «Нітірен», Бодхісаттва, що підіймається до Будди, який отримав накази від самого «Шак'ямуні», є японська імператорська родина як Великий маршал. Віддаючи цьому, ми прагнемо зробити Японську імперію справжньою божественною країною (імперією) та навернути наших підданих і людей у всьому світі в релігію «сякубуку».
2. У «Сутрі Лотоса» пробуджене тіло початкового Будди Джицудзі Куона є самим (прямим) імперським Богом-предком, іншими словами, японський імператор, який є його нащадком, є оригінальним господарем «Сансей Куона», тому з Імператором як головним священником, метою є створення секти «Шакубуку в Уна» та поширення «косен-руфу».
3. Замість того, щоб бути зв'язаними вищезгаданою структурою секти «Нічіренізму» = націоналізму та імперіалізму, ми залишаємось вірними вченням «Шак'ямуні», «Нічірена» та «Мьохо-ренге-кьо» (Сутра Лотоса) і прагнемо до соціального забезпечення та благодійної діяльності для навчання людей.

Ця ідеологія була основною передвоєнною ідеологією секти «Нічірена», і навіть японський імператор не може бути «мудрим королем», якщо він не підкоряється так званому істинному закону (Мьохо-ренге-кьо), і коли японський імператор, його міністри та японський народ, всі вони співають «Наму-Мьо-Хо-Рен-Ге-Кьо», ідея полягає в тому, що це час для справжнього «kosen-rufu». Буквально це було точне втілення «Трьох великих таємниць Лошо», написаних монахом Нічіреном. Зокрема, Кандзі Ісівара, був членом «Кокушукай», який пізніше розвинув власну філософію «Нітірена», визнав, що монах Нітірен був значно більшим, ніж японський імператор.
Однак у довоєнній Японській імперії, Будда та монах Нітірен вважалися вищими за японського імператора, і той факт, що навіть японський імператор підлягав «сякубуку», викликав значний опір з боку сильніших японських націоналістів. Таким чином, імперська секта, родоначальник імператорської родини, була початковим учителем Саненґе Куона і породила ідею, що імператор був головою всіх релігій. У той час секта «Нічірен» описувала імператора як святого царя, що обертає колеса (предка Будди Шак'ямуні) під назвою Мандала Гонзона, викопаного в місцевому храмі, що було важливою ознакою того, що монах Нічірен мав ідею що Імператор був оригінальним Буддою. Він був присвячений Імператорському дому як головному образу буддизму і фактично визнавав віру Імператора в буддизм.
У відповідь японські вчені-монахи та дослідники, такі як Шімідзу Рьозан (інша особа з тієї ж епохи, що й Шімідзу Рьозан), вказали на розбіжність із думкою монаха Нічірена та стверджували, що робота була фальшивою, а пізніше офіційно оголосили, що це була пізніша робота визнали підробкою, а секта «Нітірен», розмірковуючи про своє потурання довоєнному націоналізму, відкликала не лише оригінальну теорію про імператора та буддизм, але й сам «Нічіренізм». Історія викладання в секті «Нітірен» після війни в основному розвивалася через рефлексії та узагальнення цього «націоналістичного» руху «Нітірен». 1 і 2. Хоча між ними є велика різниця, спільним є те, що незалежно від того, чи є «Великий маршал», який навчає живих істот, монах Нітірен чи японський імператор, вони обидва народилися на землі «Японія». твердження, що «Японія є причиною того, чому Японія є Шіншу».
Його характер розвивався головним чином у відповідь на трудові суперечки, демократію Тайсьо та японські ліберальні рухи, які активізувалися в епоху правління японського імператора Тайшо, а також шляхом усунення надмірних націоналістичних характеристик. У її центрі були вищезгадані японські ідеологи Йосіро Сено та школа Нічірюмон (Хачіхон-ха), які створили унікальну доктрину для широкої громадськості під назвою «вигода геншо» та заснували цілу нову релігію, «секту Хонмон Буцурі». Нагамацу Сейфу, який став засновником в цей час «буддизм Нітірен Бутрюкко», який є єдиною сектою з «Нічіренізмом» у своїй назві, також є відгалуженням учнів Нагамацу Сейфу. Ідеологія «Нічіренізму» пана Нагамацу Сейфу базувався на крайньому фундаменталізмі та пуризмі, і на відміну від попередніх ідеологів таких як Чігаку та Ніссея, він вважав ідеологію національного ладу, державний синтоїзм, і всі дії, засновані на ньому, такі як відвідування святинь, наклепом, що порушує вчення монаха Нічірена. Він також почав набувати надмірної ексклюзивності, як-от «наклеп». Не можна заперечувати, що теорія «Національного Кайдану» та «Марш Шакубуку» Сока Гаккаї та Кеншокаї після війни, які мають непрямий вплив на ідеологію «Нічіренізму», є продуктами цього впливу.

## Сьогодення
Японський ідеолог Сатоші Танака, який започаткував «Нічіренізм», написав «Відновлення секти» і критикував закритість традиційних сект, а також намагався провести радикальні релігійні та політичні реформи з погляду мирян, і в мить ока, «Нічіренізм» епохи правління японського імператора Мейдзі був у центрі уваги під час періодів Тайсьо та раннього правління японського імператора Сьова, але націоналістична ідеологія, що містилася в ідеях Чігаку та інших, створила синергетичний ефект із тогочасною націоналістичною епохою довоєнної Японської імперії, і традиційні релігійні секти почали слабнути. Це створив складне середовище, в якому всі в унісон виступали за ідеологію «Нікіренізм».
Однак після завершення великої війни фундамент віри секти «Нічіренізму» зруйнувався через те, що Ставка (Головнокомандувача союзними окупаційними військами) знищила японський міф про національний державний устрій через Декларацію імператора про гуманність, і багато пов'язаних з сектою «Нічіреном» релігійних груп почали міркувати про сам «Нічіренізм» відповідно до післявоєнної демократії. За іронією долі, метод, який спочатку мав на меті пан Сатоші Танака, повчаючи маси через політику, економіку, культуру та мистецтво, успадкували афілійовані релігійні групи Сока Гаккай і Рейюкай, які виросли в той же час, що й післявоєнна система, і працююче населення в період високого економічного зростання, оскільки кількість релігійних груп та сект зростала, ці релігійні групи почали процвітати. Проте діяльність релігійних груп, що пропагують ідеологію «Нітіренізму», все ще триває, хоча вони є слабкою силою, наприклад «Кокушукай» пана Сатоші Танака та «Федерація» пана Хонка Мьошу та пана Томіо Ямакава. Зараз довіра до «націоналізму», який був одним із стовпів ідеології «Нікіренізму», похитнута, і справжня природа ідеології «Нічіренізму» досі не повністю зрозуміла.